# Wilfried Aepinus
Wilfried Aepinus (* 31. Oktober 1960) ist ein ehemaliger deutscher Fußballspieler.

## Sportlicher Werdegang
Aepinus kam im November 1982 aus der DDR-Liga von der ASG Vorwärts Neubrandenburg zum Oberligisten Hansa Rostock und bestritt in der Saison 1982/83 sieben Spiele. 1983 wechselte er zurück in die Viertorestadt zum Zweitligisten Post Neubrandenburg, für den er in seiner ersten Saison zehn Tore erzielte.
Im Sommer 2002 war Aepinus einer der Mitgründer des Frauenfußball-Vereins FFV Neubrandenburg.